# Rasmus Jensen (arkitekt)
 For alternative betydninger, se Rasmus Jensen. (Se også artikler, som begynder med Rasmus Jensen)
Rasmus Nicolai Johannes Jensen (1. september 1863 i Odense – 30. november 1924 i København) var en dansk arkitekt og embedsmand.
Hans forældre var arbejdsmand Jens Rasmussen og Birthe Cathrine Hansen. Rasmus Jensen blev snedkersvend og uddannet på Odense Tekniske Skole, blev optaget på Kunstakademiets Arkitektskole i september 1887 og tog afgang som arkitekt januar 1896. 1898 modtog han den lille guldmedalje for et projekt til En Rigsdagsbygning, og projektet blev udstillet på Charlottenborg Forårsudstilling samme år. Han var ansat på Vilhelm Dahlerups tegnestue i en længere årrække og var bl.a. beskæftiget med opførelsen af Statens Museum for Kunst.
Rasmus Jensen var engageret i opmålingforeningen Foreningen af 3. December 1892, som han var medstifter af og den første formand for. Han gik embedsvejen, blev assistent i Københavns Kommunes bygningsvæsen fra 1901 og blev i 1909 bygningsinspektør for 8. distrikt, Sundbyerne, hvilket han var til sin død 1924. Derfor har hans private praksis ikke været omfattende. Hans vigtigste bygning er Hellerup Brandstation (1909), som vidner om stor fortrolighed med nationalromantikken og nybarokken. Bygningen står i røde mursten med detaljer i granit.
Han blev gift med Valborg Elisabeth Schmidt (navneskift til Thilo 7. marts 1944), født 7. juli 1875 i Fredericia, datter af købmand Jens Weilgaard Schmidt og Thora Emilie Thilo. 
Han er begravet på Sundby Kirkegård.

## Værker
- Christiansholms engelske villakvarter, Klampenborg (1901-03, sammen med Arthur Wittmaack)
- Villa, Christiansholms Parkvej 26, Klampenborg (1907)[1]
- Hellerup Brandstation, Hellerupvej 5 og 5A, Hellerup (1908-09, udvidet 1919, også af Rasmus Jensen)
- Dampvaskeriet Thor, Thorasvej 9-11, København (1918, nedrevet)